# Østergårde (Mariagerfjord Kommune)
 For alternative betydninger, se Østergårde. (Se også artikler, som begynder med Østergårde)
Østergårde er en lille bebyggelse med 57 indbyggere, beliggende 3 kilometer sydvest for Hadsund, i Mariagerfjord Kommune.
Landsbyen havde i 1682 3 gårde og 2 huse med jord, i alt 127,4 td. dyrket land skyldsat til 17,93 tdr. hartkorn. Dyrkningsmåden var græsmarksbrug med tægter. Til trods for nærheden til Mariager Fjord har hverken fiskeri eller søfart spillet nogen rolle.

## Historie
I 1924 blev Østergårde beskrevet således:
Østergaarde (1611: Østergaardtt), med Vandværk, (forsyner Dalsg. og Dalsgaardshusene)